# Megalocnus zile
Megalocnus zile is een uitgestorven luiaard uit Hispaniola (zowel Haïti als de Dominicaanse Republiek) en Île de la Tortue (Haïti). De naam is afgeleid van het Haïtiaans Creoolse woord zile, 'eiland'. Deze soort verschilt in een groot aantal kenmerken van de verwante M. rodens. Hij schijnt relatief zeldzaam te zijn. Er was voor 2000, toen M. zile werd beschreven, al enkele malen gesuggereerd dat Megalocnus op Hispaniola voorkwam, maar veel van het materiaal waar dat op gebaseerd was, was in feite Parocnus serus.